# كولن كامبل (جيولوجي)
كولن كامبل (بالإنجليزية: Colin Campbell)‏ أيرلندي من مواليد 1931.

## حياته
أحد أشهر العلماء المختصين بالنفط في القرن العشرين وأوائل الحادي والعشرين. تخرج من جامعة أوكسفورد وشغل مناصب رفيعة في كبرى شركات النفط العالمية، اكشتف بنفسه العديد من حقول النفط في مختلف أرجاء المعمورة.

## مؤلفاته
ألف بمساعدة فراوكه ليزينبروكس ويورغ شيندلر:
- «نهاية عصر النفط» - التدابير الضرورية لمواجهة المستقبل 2002.

## روابط خارجية
- كولن كامبل على موقع IMDb (الإنجليزية)
- كولن كامبل على موقع قاعدة بيانات الفيلم (الإنجليزية)